# 伊藤海彦
伊藤 海彦（いとう うみひこ、5月28日 - ）は、NHKのアナウンサー。

## 人物
神奈川県生まれ。小4まで神奈川で過ごし、小5から千葉県で育つ。
千葉県立安房高等学校、明治大学政治経済学部卒業後、2009年4月にNHK入局。

## 嗜好・挿話
- 趣味・特技 : 野球、筋トレ[3]。東京ヤクルトスワローズの大ファン。スポーツ観戦、スパイスカレーづくり、サウナ[5]。
- 高校時代は野球部で活動（なお2002年の高校野球春季千葉県大会の準々決勝で銚子商業相手に9回1アウトまでノーヒットノーランにした[3]）。
- 同期の八田知大アナウンサーに、よく「八田、暇?今何してるの?」とメールを送るが、誘いを断られたことはなく仲が良い[6]。

## 現在の担当番組
- 午後LIVE ニュースーン（キャスター：2024年4月1日 - ）
- ニュース645（日曜、不定期）[7]
- ニュース・気象情報（平日14時台 - 16時台・不定期）（2020年度 - 2021年度、2024年度 - ）[8]

## 過去の担当番組
山形放送局時代（2009年度 - 2013年度）
- 土曜スタジオパーク（2009年5月23日） - 新人お披露目
- 山形のニュース・気象情報・中継等
- ニュースやまがた6時 （2012年4月2日 - 2014年3月28日） - キャスター

静岡放送局時代（2014年度 - 2015年度）
- 静岡のニュース・気象情報・中継等
- たっぷり静岡（2014年3月31日 - 2016年3月25日） - キャスター
- あさイチ（出張アナ）[9]
- 2014年8月の広島市の土砂災害では、広島放送局に応援で派遣され、災害情報を中心にローカルニュースを担当した。

東京アナウンス室時代（2016年度 - ）
- ニュースウオッチ9（リポーター）（2016年3月28日 - 2018年3月30日）
  - 2015年7月6日 - 10日には佐々木彩の代理でスポーツを担当した。
  - 2018年1月8日・2月19 - 23日には有馬嘉男の代理でメインキャスターを担当。
- 週刊まるわかりニュース  編集部員（リポーター）（2018年4月7日 - 2020年3月28日）
- ニュース・気象情報（主に日曜日の午前5時、6時、6時55分、またその前後の深夜〜朝の緊急報道）（2018年4月8日 - 2020年3月29日）
- NHKニュース7（高井正智の代理サブキャスター）（2019年11月18日 - 22日）、井上裕貴の代理サブキャスター（2020年11月2日、4日、5日）、栗原望の代理サブキャスター（2021年9月13日 - 16日）
- ニュース きん5時（2021年10月22日、29日：三條雅幸の代理キャスター）
- NHKニュース（18:00の定時ニュース）（2021年10月22日、29日：三條雅幸の代理キャスター）
- 所さん!大変ですよ リポーター（2020年4月2日 - 2022年3月31日）
- NHKニュース7 サブキャスター、リポーター（金曜・土曜・日曜・祝日）[10]（2020年4月4日 - 2022年4月3日）
- NHKニュースおはよう日本〈祝日を除く月曜 - 金曜〉（サブキャスター：2022年4月4日 - 2024年3月29日）[11][12]
  - ニュース・気象情報（午前10時の定時ニュース）〈祝日を除く月曜 - 金曜〉[13]
- ダークサイドミステリー（司会：2022年4月 - 2024年3月17日）
- 祝100年!いとしの甲子園（2024年8月3日、NHKラジオ第1）[14]
- #NHK（2024年4月22日 - 2025年3月26日） - NHKの広報ミニ番組

## 同期のNHKアナウンサー
- 池田伸子
- 牛田茉友（退職）
- 角谷直也
- 勝呂恭佑
- 合原明子
- 酒匂飛翔
- 佐々木彩
- 佐藤誠太
- 鈴木遥
- 八田知大
- 廣瀬雄大
- 深川仁志
- 深澤健太